# بنجامين ثورن
بنجامين ثورن هو منافس ألعاب قوى كندي، ولد في 19 مارس 1993 في كيتيمات في كندا.

## وصلات خارجية
- بنجامين ثورن على موقع الاتحاد الدولي لألعاب القوى (الإنجليزية)
- بنجامين ثورن على موقع الاتحاد الكندي لألعاب القوى (الإنجليزية)
- بنجامين ثورن على موقع اللجنة الأولمبية الدولية (الإنجليزية)
- بنجامين ثورن على موقع أوليمبيديا (الإنجليزية)
- بنجامين ثورن على موقع اللجنة الأولمبية الكندية (الإنجليزية)